# Jamarco Jones
Jamarco Jones (Chicago, 4 giugno 1996) è un giocatore di football americano statunitense che milita nel ruolo di offensive tackle per i Detroit Lions della National Football League (NFL).

## Carriera

### Seattle Seahawks
Jones fu scelto dai Seattle Seahawks nel corso del quinto giro (168º assoluto) del Draft NFL 2018. Il 1º settembre 2018 fu inserito in lista infortunati, non scendendo mai in campo nella sua stagione da rookie. Debuttò come professionista subentrando nella gara del primo turno della stagione 2019 contro i Cincinnati Bengals. Il 3 ottobre 2019, Jones sostituì la guardia D.J. Fluker che si era infortunata contro i Los Angeles Rams. Prima di allora non aveva mai giocato nel ruolo di guardia. I Seahawks vinsero 30-29.

### Tennessee Titans
Il 17 marzo 2022 Jones firmò un contratto biennale con i Tennessee Titans.
Dopo essere stato coinvolto in diverse risse durante il training camp, i Titans svincolarono Jones il 3 agosto 2023.

### Detroit Lions
L'11 agosto 2024 Jones firmò con i Detroit Lions. Fu svincolato il 27 agosto dopo di che rifirmò con la squadra di allenamento.